# Canton d'Albert
Pour les articles homonymes, voir Albert.
Le canton d'Albert est une circonscription électorale française située dans le département de la Somme et la région Hauts-de-France.

## Géographie
Ce canton est organisé autour d'Albert dans les arrondissements d'Amiens et de Péronne. Son altitude varie de 32 m à 161 m.

## Histoire
Par décret du 26 février 2014, le nombre de cantons du département est divisé par deux, avec mise en application aux élections départementales de mars 2015. Le canton d'Albert est conservé et s'agrandit. Il passe de 26 à 67 communes.

## Représentation

### Conseillers généraux de 1833 à 2015
| Période                          | Période          | Identité                    | Étiquette                 | Qualité |
| -------------------------------- | ---------------- | --------------------------- | ------------------------- | --- |
| 1833                             | 1836             | Louis Charlemagne Lecreux   |                           | Propriétaire Cultivateur à Courcelette |
| 1836                             | 1848             | François Le Feuvre d'Ovigne | Conservateur              | Baron, notaire, propriétaire à Albert Maire d'Albert (1839-1848) |
| 1848                             | 1864             | Louis Charlemagne Lecreux   |                           | Propriétaire Cultivateur à Courcelette |
| 1864                             | 1870             | Edouard Théodore Prévost    |                           | Manufacturier Maire d'Albert (1865-1871) |
| 1870                             | 1877 (décès)     | François Le Feuvre d'Ovigne | Conservateur              | Baron Propriétaire à Albert |
| 1877                             | 1883             | Georges Le Feuvre d'Ovigne  | Conservateur              | Baron Propriétaire à Albert |
| 1883                             | 1887 (décès)     | Albert Désiré Toulet        | Républicain               | Ingénieur Maire d'Albert (1883-1887) |
| 1887                             | 1895             | Georges Le Feuvre d'Ovigne  | Conservateur              | Baron, propriétaire à Albert Élu lors d'une partielle le 15 décembre 1887 |
| 1895                             | 1903 (démission) | Charles Potez-Leduc         | Parti radical             | Minotier au moulin Vivier Maire de Méaulte |
| 1904                             | 1907             | Alfred Nançon               | Conservateur              | Industriel dans l'acier (maître de forges) Élu lors d'une partielle le 27 décembre 1903                                                                                           |
| 1907                             | 1915 (décès)     | Adrien Dumeige              | Parti radical             | Négociant en vins et spiritueux Conseiller municipal'Albert |
| 1919                             | 1925             | Abel Pifre                  | URD                       | Industriel à Albert (ascenseurs Otis-Pifre) Maire d'Aveluy (1909-1919), Maire d'Albert (1919-1925)                                                                                |
| 1925                             | 1930 (décès)     | Emile Leturcq               | Parti radical             | Pharmacien Maire d'Albert (1912-1919 et 1925-1930), conseiller d'arrondissement                                                                                                   |
| 1930                             | 1940             | Henry Potez                 | Parti radical             | Industriel dans l'aviation, Maire de Méaulte (1928-1940) Elu lors d'une partielle le 10 novembre 1930                                                                             |
| 1940-1944 - Occupation allemande |                  |                             |                           | |
| 1945                             | 1949             | Charles Allassonnière       | PCF                       | Métallurgiste Maire de Bouzincourt |
| 1949                             | 1961             | Henry Potez                 | Radical                   | Industriel Maire d'Albert (1947-1959) |
| 1961                             | 1967             | Pierre Savary               | Radical                   | Géomètre expert Maire d'Albert (1965-1971) |
| 1967                             | 1973             | Alfred Leclercq             | PCF                       | Traceur en bâtiments Maire d'Albert (1946-1947 et 1959-1965) |
| 1973                             | 2011             | Fernand Demilly             | MDSF puis UDF-PSD puis NC | Directeur de l'école d'apprentissage de l'Aérospatiale Sénateur (1995-2004), Président du Conseil Général (1988-2000) Maire d'Albert (1971-1977), Conseiller régional (1976-1979) |
| 2011                             | 2015             | Stéphane Brunel             | DVG                       | Employé Maire de Mametz |

### Conseillers d'arrondissement (de 1833 à 1940)
Le canton d'Albert avait deux conseillers d'arrondissement à partir de 1910.
| Période                                  | Période          | Identité                         | Étiquette | Qualité |
| ---------------------------------------- | ---------------- | -------------------------------- | --------- | --- |
| Les données manquantes sont à compléter. |                  |                                  |           | |
| 1833                                     | 1839             | Albert Joseph Landru (1777-1847) |           | Propriétaire, maire de Beaumont-Hamel                                                                       |
| 1839                                     | 1848             | M. Dubas                         |           | Propriétaire, adjoint au maire d'Albert                                                                     |
|                                          |                  |                                  |           | |
|                                          | 1894 (démission) | Charles Potez-Leduc              |           | Maire de Méaulte                                                                                            |
|                                          |                  |                                  |           | |
| 1904                                     | 1919             | Carolus Claude Lucquet           | Radical   | Agriculteur, maire de Buire-sur-l'Ancre                                                                     |
| 1910                                     | 1919             | Émile Leturcq (1870-1930)        | Radical   | Pharmacien, maire d'Albert (1912-1919 et 1925-1930)                                                         |
| 1919                                     | 1928             | Frédéric Ehretsmann (1883-1938)  | RG        | Industriel (établissements Titan), conseiller municipal d'Albert                                            |
| 1919                                     | 1922             | Pierre Toussaint                 | RG        | Médecin à Amiens, conseiller municipal d'Albert                                                             |
| 1928                                     | 1940             | Casimir Guillaucourt             |           | Cultivateur, maire de Pozières                                                                              |
| 1940                                     |                  |                                  |           | Les conseils d'arrondissement ont été suspendus par la loi du 12 octobre 1940 et n'ont jamais été réactivés |

### Conseillers départementaux à partir de 2015
| Période élective | Période élective | Mandat | Mandat   | Identité               | Nuance | Nuance | Qualité |
| ---------------- | ---------------- | ------ | -------- | ---------------------- | ------ | ------ | --- |
| 2015             | 2021             | 2015   | 2021     | Franck Beauvarlet      |        | UDI    | Fonctionnaire de police Maire de Méricourt-sur-Somme (2001 → 2016) Maire de Étinehem-Méricourt (2017 → ) Vice-président du conseil départemental de la Somme (2015 → ) Vice-président de la CA du Pays du Coquelicot (2020 → ) |
| 2015             | 2021             | 2015   | 2021     | Virginie Caron-Decroix |        | UDI    | Agente générale d'assurance Conseillère municipale d'Albert Vice-présidente du conseil départemental de la Somme (2015 → ) Vice-présidente de la CA du Pays du Coquelicot (2017 → )                                            |
| 2021             | 2028             | 2021   | en cours | Franck Beauvarlet      |        | UDI    | Fonctionnaire de police Maire de Étinehem-Méricourt (2017 → ) Vice-président du conseil départemental de la Somme (2015 → ) Vice-président de la CA du Pays du Coquelicot (2020 → )                                            |
| 2021             | 2028             | 2021   | en cours | Virginie Caron-Decroix |        | LREM   | Agente générale d'assurance Conseillère municipale d'Albert Vice-présidente du conseil départemental de la Somme (2015 → ) Vice-présidente de la CA du Pays du Coquelicot (2017 → )                                            |

### Résultats détaillés

#### Élections de mars 2015
| Candidats            | Candidats              | Partis      | Partis                | Premier tour | Premier tour | Second tour | Second tour |
| Candidats            | Candidats              | Partis      | Partis                | Voix         | %            | Voix        | %           |
| -------------------- | ---------------------- | ----------- | --------------------- | ------------ | ------------ | ----------- | ----------- |
| 1                    | Franck Beauvarlet      |             | UDI                   | 4 308        | 36,15        | 4 770       | 38,25       |
| 1                    | Virginie Caron-Decroix |             | UDI                   | 4 308        | 36,15        | 4 770       | 38,25       |
| 2                    | Corinne Boubert        |             | FN                    | 3 966        | 33,28        | 3 921       | 31,44       |
| 2                    | Xavier Jesu            |             | SIEL[réf. nécessaire] | 3 966        | 33,28        | 3 921       | 31,44       |
| 3                    | Stéphane Brunel*       |             | DVG                   | 3 642        | 30,56        | 3 781       | 30,32       |
| 3                    | Geneviève Lebailly*    |             | DVG                   | 3 642        | 30,56        | 3 781       | 30,32       |
|                      |                        |             |                       |              |              |             |             |
| Inscrits             | Inscrits               | Inscrits    | Inscrits              | 22 119       | 100,00       | 22 120      | 100,00      |
| Abstentions          | Abstentions            | Abstentions | Abstentions           | 9 545        | 43,15        | 9 191       | 41,55       |
| Votants              | Votants                | Votants     | Votants               | 12 574       | 56,85        | 12 929      | 58,45       |
| Blancs               | Blancs                 | Blancs      | Blancs                | 442          | 3,52         | 332         | 2,57        |
| Nuls                 | Nuls                   | Nuls        | Nuls                  | 216          | 1,72         | 125         | 0,97        |
| Exprimés             | Exprimés               | Exprimés    | Exprimés              | 11 916       | 94,77        | 12 472      | 96,47       |
| * conseiller sortant |                        |             |                       |              |              |             |             |

#### Élections de juin 2021
Le premier tour des élections départementales de 2021 est marqué par un très faible taux de participation (33,26 % au niveau national). Dans le canton d'Albert, ce taux de participation est de 42,87 % (9 303 votants sur 21 702 inscrits) contre 36,82 % au niveau départemental. À l'issue de ce premier tour, deux binômes sont en ballottage : Franck Beauvarlet et Virginie Caron-Decroix (Union au centre et à droite, 41,29 %) et Stéphane Brunel et Perrine Fusi (DVG, 24,6 %).
Le second tour des élections est marqué une nouvelle fois par une abstention massive équivalente au premier tour. Les taux de participation sont de 34,36 % au niveau national, 36,7 % dans le département et 41,21 % dans le canton d'Albert. Franck Beauvarlet et Virginie Caron-Decroix (Union au centre et à droite) sont élus avec 59,12 % des suffrages exprimés (4 858 voix pour 8 946 votants et 21 706 inscrits),,,.

## Composition

### Composition avant 2015

Situation du canton d'Albert dans le département de la Somme avant 2015.

Le canton d'Albert regroupait 26 communes.
| Nom                   | Code Insee | Codepostal | Superficie (km2) | Population (dernière pop. légale) | Densité (hab./km2) |
| --------------------- | ---------- | ---------- | ---------------- | --------------------------------- | ------------------ |
| Albert (chef-lieu)    | 80016      | 80300      | 13,80            | 9 899 (2012)                      | 717                |
| Auchonvillers         | 80038      | 80560      | 5,72             | 128 (2012)                        | 22                 |
| Authuille             | 80045      | 80300      | 3,58             | 168 (2012)                        | 47                 |
| Aveluy                | 80047      | 80300      | 6,64             | 511 (2012)                        | 77                 |
| Bazentin              | 80059      | 80300      | 5,10             | 77 (2012)                         | 15                 |
| Beaucourt-sur-l'Ancre | 80065      | 80300      | 3,51             | 98 (2012)                         | 28                 |
| Beaumont-Hamel        | 80069      | 80300      | 8,31             | 193 (2012)                        | 23                 |
| Bécordel-Bécourt      | 80073      | 80300      | 3,57             | 163 (2012)                        | 46                 |
| Bouzincourt           | 80129      | 80300      | 8,11             | 548 (2012)                        | 68                 |
| Buire-sur-l'Ancre     | 80151      | 80300      | 5,28             | 313 (2012)                        | 59                 |
| Contalmaison          | 80206      | 80300      | 5,67             | 122 (2012)                        | 22                 |
| Courcelette           | 80216      | 80300      | 4,66             | 146 (2012)                        | 31                 |
| Dernancourt           | 80238      | 80300      | 6,63             | 440 (2012)                        | 66                 |
| Fricourt              | 80366      | 80300      | 11,30            | 494 (2012)                        | 44                 |
| Grandcourt            | 80384      | 80300      | 8,38             | 197 (2012)                        | 24                 |
| Irles                 | 80451      | 80300      | 5,38             | 108 (2012)                        | 20                 |
| Laviéville            | 80468      | 80300      | 2,15             | 165 (2012)                        | 77                 |
| Mametz                | 80505      | 80300      | 7,25             | 173 (2012)                        | 24                 |
| Méaulte               | 80523      | 80300      | 10,75            | 1 312 (2012)                      | 122                |
| Mesnil-Martinsart     | 80540      | 80300      | 8,76             | 246 (2012)                        | 28                 |
| Millencourt           | 80547      | 80300      | 5,79             | 227 (2012)                        | 39                 |
| Miraumont             | 80549      | 80300      | 13,96            | 685 (2012)                        | 49                 |
| Ovillers-la-Boisselle | 80615      | 80300      | 9,61             | 443 (2012)                        | 46                 |
| Pozières              | 80640      | 80300      | 3,24             | 255 (2012)                        | 79                 |
| Pys                   | 80648      | 80300      | 5,05             | 117 (2012)                        | 23                 |
| Thiepval              | 80753      | 80300      | 4,40             | 129 (2012)                        | 29                 |

### Composition à partir de 2015
Lors du redécoupage de 2014, le canton d'Albert comprenait 67 communes entières.
À la suite de la création des communes nouvelles d'Étinehem-Méricourt au 1er janvier 2017 et de Carnoy-Mametz au 1er janvier 2019, le canton comprend désormais soixante-cinq communes entières.
| Nom                            | Code Insee | Intercommunalité         | Superficie (km2) | Population (dernière pop. légale) | Densité (hab./km2) | Modifier                                    |
| ------------------------------ | ---------- | ------------------------ | ---------------- | --------------------------------- | ------------------ | ------------------------------------------- |
| Albert (bureau centralisateur) | 80016      | CC du Pays du Coquelicot | 13,80            | 9 658 (2022)                      | 700                | modifier les données · modifier les données |
| Acheux-en-Amiénois             | 80003      | CC du Pays du Coquelicot | 7,07             | 584 (2022)                        | 83                 | modifier les données · modifier les données |
| Arquèves                       | 80028      | CC du Pays du Coquelicot | 7,64             | 154 (2022)                        | 20                 | modifier les données · modifier les données |
| Auchonvillers                  | 80038      | CC du Pays du Coquelicot | 5,72             | 124 (2022)                        | 22                 | modifier les données · modifier les données |
| Authie                         | 80043      | CC du Pays du Coquelicot | 9,93             | 258 (2022)                        | 26                 | modifier les données · modifier les données |
| Authuille                      | 80045      | CC du Pays du Coquelicot | 3,58             | 157 (2022)                        | 44                 | modifier les données · modifier les données |
| Aveluy                         | 80047      | CC du Pays du Coquelicot | 6,64             | 537 (2022)                        | 81                 | modifier les données · modifier les données |
| Bayencourt                     | 80057      | CC du Pays du Coquelicot | 1,84             | 73 (2022)                         | 40                 | modifier les données · modifier les données |
| Bazentin                       | 80059      | CC du Pays du Coquelicot | 5,10             | 82 (2022)                         | 16                 | modifier les données · modifier les données |
| Beaucourt-sur-l'Ancre          | 80065      | CC du Pays du Coquelicot | 3,51             | 89 (2022)                         | 25                 | modifier les données · modifier les données |
| Beaumont-Hamel                 | 80069      | CC du Pays du Coquelicot | 8,31             | 202 (2022)                        | 24                 | modifier les données · modifier les données |
| Bécordel-Bécourt               | 80073      | CC du Pays du Coquelicot | 3,57             | 154 (2022)                        | 43                 | modifier les données · modifier les données |
| Bertrancourt                   | 80095      | CC du Pays du Coquelicot | 6,09             | 212 (2022)                        | 35                 | modifier les données · modifier les données |
| Bouzincourt                    | 80129      | CC du Pays du Coquelicot | 8,11             | 536 (2022)                        | 66                 | modifier les données · modifier les données |
| Bray-sur-Somme                 | 80136      | CC du Pays du Coquelicot | 16,81            | 1 191 (2022)                      | 71                 | modifier les données · modifier les données |
| Buire-sur-l'Ancre              | 80151      | CC du Pays du Coquelicot | 5,28             | 296 (2022)                        | 56                 | modifier les données · modifier les données |
| Bus-lès-Artois                 | 80153      | CC du Pays du Coquelicot | 6,74             | 137 (2022)                        | 20                 | modifier les données · modifier les données |
| Cappy                          | 80172      | CC du Pays du Coquelicot | 11,91            | 548 (2022)                        | 46                 | modifier les données · modifier les données |
| Carnoy-Mametz                  | 80505      | CC du Pays du Coquelicot | 10,25            | 268 (2022)                        | 26                 | modifier les données · modifier les données |
| Chuignolles                    | 80195      | CC du Pays du Coquelicot | 4,86             | 147 (2022)                        | 30                 | modifier les données · modifier les données |
| Coigneux                       | 80201      | CC du Pays du Coquelicot | 2,88             | 49 (2022)                         | 17                 | modifier les données · modifier les données |
| Colincamps                     | 80203      | CC du Pays du Coquelicot | 4,38             | 83 (2022)                         | 19                 | modifier les données · modifier les données |
| Contalmaison                   | 80206      | CC du Pays du Coquelicot | 5,67             | 122 (2022)                        | 22                 | modifier les données · modifier les données |
| Courcelette                    | 80216      | CC du Pays du Coquelicot | 4,66             | 151 (2022)                        | 32                 | modifier les données · modifier les données |
| Courcelles-au-Bois             | 80217      | CC du Pays du Coquelicot | 2,02             | 70 (2022)                         | 35                 | modifier les données · modifier les données |
| Curlu                          | 80231      | CC du Pays du Coquelicot | 5,89             | 159 (2022)                        | 27                 | modifier les données · modifier les données |
| Dernancourt                    | 80238      | CC du Pays du Coquelicot | 6,63             | 519 (2022)                        | 78                 | modifier les données · modifier les données |
| Éclusier-Vaux                  | 80264      | CC du Pays du Coquelicot | 6,34             | 86 (2022)                         | 14                 | modifier les données · modifier les données |
| Englebelmer                    | 80266      | CC du Pays du Coquelicot | 9,41             | 292 (2022)                        | 31                 | modifier les données · modifier les données |
| Étinehem-Méricourt             | 80295      | CC du Pays du Coquelicot | 18,22            | 596 (2022)                        | 33                 | modifier les données · modifier les données |
| Forceville                     | 80329      | CC du Pays du Coquelicot | 7,57             | 165 (2022)                        | 22                 | modifier les données · modifier les données |
| Fricourt                       | 80366      | CC du Pays du Coquelicot | 11,30            | 469 (2022)                        | 42                 | modifier les données · modifier les données |
| Frise                          | 80367      | CC du Pays du Coquelicot | 6,15             | 176 (2022)                        | 29                 | modifier les données · modifier les données |
| Grandcourt                     | 80384      | CC du Pays du Coquelicot | 8,38             | 177 (2022)                        | 21                 | modifier les données · modifier les données |
| Harponville                    | 80420      | CC du Pays du Coquelicot | 2,75             | 172 (2022)                        | 63                 | modifier les données · modifier les données |
| Hédauville                     | 80425      | CC du Pays du Coquelicot | 4,04             | 107 (2022)                        | 26                 | modifier les données · modifier les données |
| Hérissart                      | 80431      | CC du Pays du Coquelicot | 7,39             | 757 (2022)                        | 102                | modifier les données · modifier les données |
| Irles                          | 80451      | CC du Pays du Coquelicot | 5,38             | 120 (2022)                        | 22                 | modifier les données · modifier les données |
| Laviéville                     | 80468      | CC du Pays du Coquelicot | 2,15             | 169 (2022)                        | 79                 | modifier les données · modifier les données |
| Léalvillers                    | 80470      | CC du Pays du Coquelicot | 2,23             | 158 (2022)                        | 71                 | modifier les données · modifier les données |
| Louvencourt                    | 80493      | CC du Pays du Coquelicot | 7,74             | 295 (2022)                        | 38                 | modifier les données · modifier les données |
| Mailly-Maillet                 | 80498      | CC du Pays du Coquelicot | 11,14            | 638 (2022)                        | 57                 | modifier les données · modifier les données |
| Maricourt                      | 80513      | CC du Pays du Coquelicot | 7,52             | 179 (2022)                        | 24                 | modifier les données · modifier les données |
| Marieux                        | 80514      | CC du Pays du Coquelicot | 4,07             | 130 (2022)                        | 32                 | modifier les données · modifier les données |
| Méaulte                        | 80523      | CC du Pays du Coquelicot | 10,75            | 1 276 (2022)                      | 119                | modifier les données · modifier les données |
| Mesnil-Martinsart              | 80540      | CC du Pays du Coquelicot | 8,76             | 237 (2022)                        | 27                 | modifier les données · modifier les données |
| Millencourt                    | 80547      | CC du Pays du Coquelicot | 5,79             | 203 (2022)                        | 35                 | modifier les données · modifier les données |
| Miraumont                      | 80549      | CC du Pays du Coquelicot | 13,96            | 630 (2022)                        | 45                 | modifier les données · modifier les données |
| Montauban-de-Picardie          | 80560      | CC du Pays du Coquelicot | 7,67             | 216 (2022)                        | 28                 | modifier les données · modifier les données |
| Morlancourt                    | 80572      | CC du Pays du Coquelicot | 11,87            | 378 (2022)                        | 32                 | modifier les données · modifier les données |
| La Neuville-lès-Bray           | 80593      | CC du Pays du Coquelicot | 4,03             | 260 (2022)                        | 65                 | modifier les données · modifier les données |
| Ovillers-la-Boisselle          | 80615      | CC du Pays du Coquelicot | 9,61             | 428 (2022)                        | 45                 | modifier les données · modifier les données |
| Pozières                       | 80640      | CC du Pays du Coquelicot | 3,24             | 262 (2022)                        | 81                 | modifier les données · modifier les données |
| Puchevillers                   | 80645      | CC du Pays du Coquelicot | 14,24            | 561 (2022)                        | 39                 | modifier les données · modifier les données |
| Pys                            | 80648      | CC du Pays du Coquelicot | 5,05             | 126 (2022)                        | 25                 | modifier les données · modifier les données |
| Raincheval                     | 80659      | CC du Pays du Coquelicot | 6,80             | 262 (2022)                        | 39                 | modifier les données · modifier les données |
| Saint-Léger-lès-Authie         | 80705      | CC du Pays du Coquelicot | 4,29             | 73 (2022)                         | 17                 | modifier les données · modifier les données |
| Senlis-le-Sec                  | 80733      | CC du Pays du Coquelicot | 8,28             | 320 (2022)                        | 39                 | modifier les données · modifier les données |
| Suzanne                        | 80743      | CC du Pays du Coquelicot | 8,66             | 191 (2022)                        | 22                 | modifier les données · modifier les données |
| Thiepval                       | 80753      | CC du Pays du Coquelicot | 4,40             | 127 (2022)                        | 29                 | modifier les données · modifier les données |
| Thièvres                       | 80756      | CC du Pays du Coquelicot | 3,67             | 57 (2022)                         | 16                 | modifier les données · modifier les données |
| Toutencourt                    | 80766      | CC du Pays du Coquelicot | 14,37            | 426 (2022)                        | 30                 | modifier les données · modifier les données |
| Varennes                       | 80776      | CC du Pays du Coquelicot | 7,24             | 221 (2022)                        | 31                 | modifier les données · modifier les données |
| Vauchelles-lès-Authie          | 80777      | CC du Pays du Coquelicot | 4,70             | 135 (2022)                        | 29                 | modifier les données · modifier les données |
| Ville-sur-Ancre                | 80807      | CC du Pays du Coquelicot | 5,95             | 274 (2022)                        | 46                 | modifier les données · modifier les données |
| Canton d'Albert                | 8005       |                          | 464,00           | 27 909 (2022)                     | 60                 | modifier les données                        |

## Démographie

### Démographie avant 2015
| 1962   | 1968   | 1975   | 1982   | 1990   | 1999   | 2006   | 2011   | 2012   |
| ------ | ------ | ------ | ------ | ------ | ------ | ------ | ------ | ------ |
| 17 242 | 17 941 | 18 690 | 18 041 | 17 156 | 17 080 | 17 212 | 17 298 | 17 357 |

### Démographie depuis 2015
En 2022, le canton comptait 27 909 habitants, en évolution de −2,07 % par rapport à 2016 (Somme : −1,26 %, France hors Mayotte : +2,11 %).
| 2013   | 2018   | 2022   |
| ------ | ------ | ------ |
| 28 390 | 28 302 | 27 909 |